# Phiên tòa

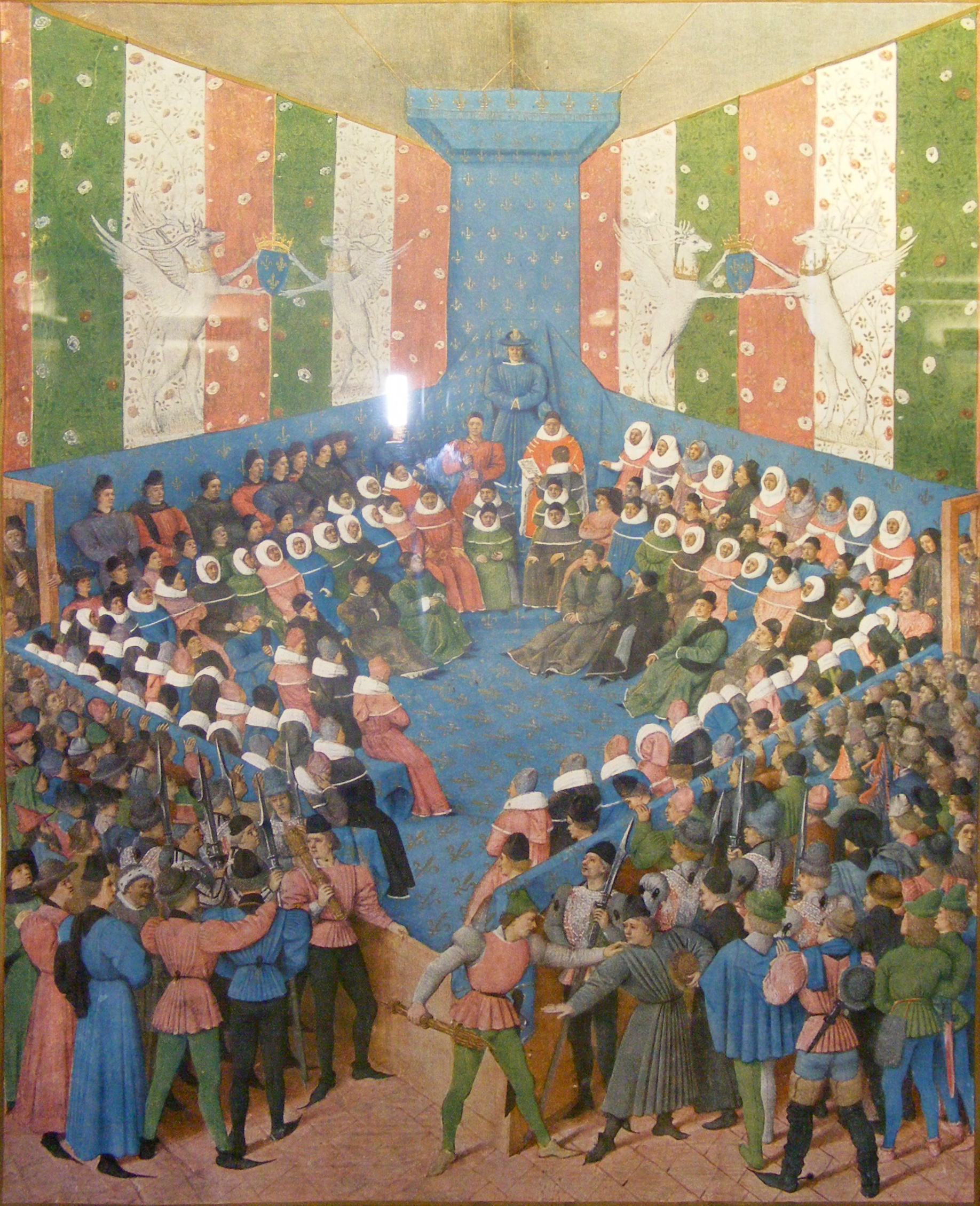
Phiên tòa xét xử Jean II xứ Alençon, tháng 10 năm 1458.

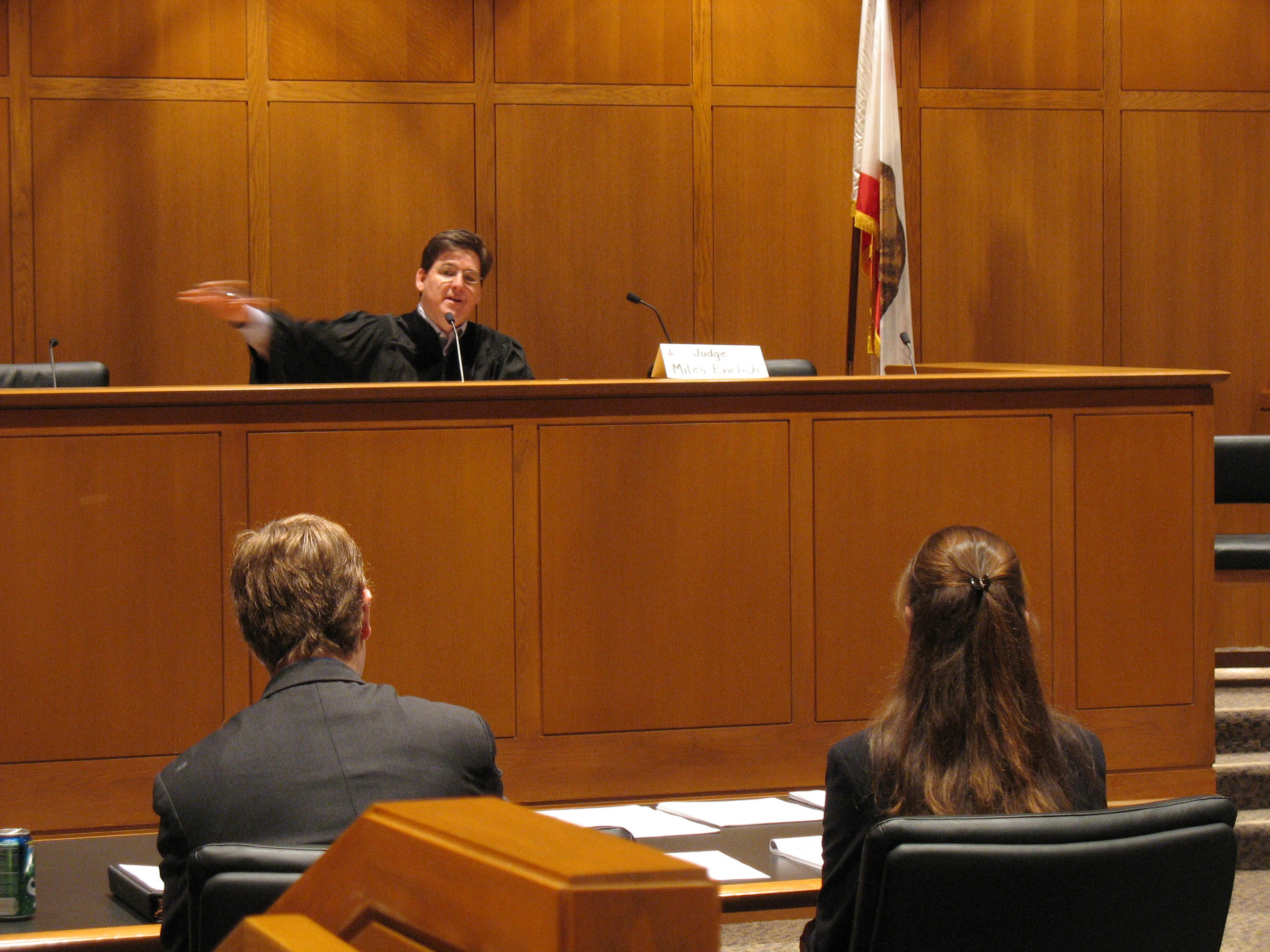
Một phiên tòa ở California. Thẩm phán ngồi ở phía trước của căn phòng.

Theo luật, một phiên tòa là sự kết hợp của các bên tranh chấp, để trình bày thông tin (dưới dạng bằng chứng) trong một tòa án, một cơ quan chính thức với thẩm quyền xét xử các khiếu nại hoặc tranh chấp. Một hình thức của tòa án là một tòa án. Phiên tòa có thể diễn ra trước một thẩm phán, bồi thẩm đoàn hoặc bộ ba thực tế được chỉ định khác, nhằm mục đích đạt được một giải pháp cho tranh chấp.

## Phân loại phiên tòa theo bồi thẩm đoàn
Trường hợp phiên tòa được tổ chức trước một nhóm thành viên của cộng đồng, nó được gọi là phiên tòa có ban hội thẩm. Trường hợp phiên tòa chỉ được tổ chức trước một thẩm phán, nó được gọi là phiên tòa không có ban hội thẩm.
Các phiên điều trần trước các cơ quan hành chính có thể có nhiều đặc điểm của một phiên tòa trước tòa án, nhưng thường không được gọi là các phiên tòa.
Một quá trình xét xử phúc thẩm thường không được coi là xét xử, bởi vì các thủ tục tố tụng như vậy thường bị hạn chế để xem xét các bằng chứng được đưa ra trước phiên tòa xét xử và không cho phép đưa ra bằng chứng mới.

## Phân loại phiên tòa theo loại tranh chấp
Phiên tòa cũng có thể được chia theo loại tranh chấp.

### Phiên tòa hình sự

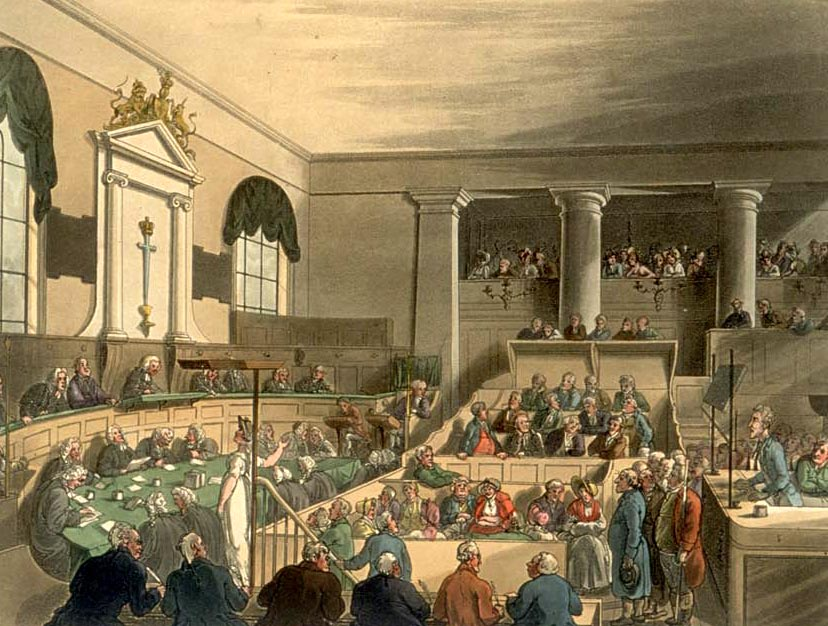
Old Bailey ở Luân Đôn (năm 1808) là nơi diễn ra hơn 100.000 phiên tòa hình sự từ năm 1674 đến 1834.

Một phiên tòa hình sự được thiết kế để giải quyết các cáo buộc được đưa ra (thường là bởi chính phủ) chống lại một người bị buộc tội. Trong các hệ thống luật phổ biến, hầu hết các bị cáo hình sự đều có quyền được xét xử trước một bồi thẩm đoàn. Bởi vì nhà nước đang cố gắng sử dụng quyền lực của mình để tước quyền của bị cáo về tính mạng, quyền tự do hoặc tài sản, nên quyền của bị cáo dành cho các bị cáo hình sự thường rất rộng. Các quy tắc của thủ tục hình sự cung cấp các quy tắc cho các phiên tòa hình sự.

### Phiên tòa dân sự
Một phiên tòa dân sự thường được tổ chức để giải quyết các vụ kiện hoặc khiếu nại dân sự đối với các tranh chấp phi hình sự. Ở một số quốc gia, chính phủ có thể kiện và bị kiện trong một phiên tòa dân sự. Các quy tắc tố tụng dân sự cung cấp các quy tắc cho các phiên tòa dân sự.

### Điều trần và xét xử hành chính
Mặc dù các phiên điều trần hành chính không được coi là thử nghiệm thông thường, chúng vẫn giữ được nhiều yếu tố được tìm thấy trong các điều trần "chính thức". Khi tranh chấp đi đến thiết lập tư pháp, nó được gọi là một phiên tòa hành chính, để điều chỉnh lại phiên tòa hành chính, tùy thuộc vào thẩm quyền. Các loại tranh chấp được xử lý trong các phiên điều trần này được điều chỉnh bởi luật hành chính và bổ sung bằng luật xét xử dân sự.